# Dan Boren
David Daniel "Dan" Boren, född 2 augusti 1973 i Shawnee, Oklahoma, är en amerikansk före detta demokratisk politiker. Han representerade delstaten Oklahomas andra distrikt i USA:s representanthus från 2005 till 2013. Han är son till David L. Boren som var guvernör i Oklahoma 1975-1979 och senator för Oklahoma 1979-1994.
Boren avlade 1997 sin grundexamen vid Texas Christian University. Han avlade sedan 2001 sin MBA vid University of Oklahoma.
Kongressledamoten Brad Carson kandiderade utan framgång till USA:s senat i senatvalet 2004. Boren vann kongressvalet och efterträdde Carson i representanthuset i januari 2005.
Boren är metodist. Han är gift med Andrea Heupel Boren. Paret har en dotter. Dan Borens kusin Janna Little är gift med Paul Ryan.